# Pribina
Pribina je bio ban Gacke, Krbave i Like u 10. stoljeću.
Ugrožen vladavinom kralja Miroslava koji mu je htio ograničiti banska prava, vodi pobunu koja je dovela do svrgavanja kralja, pri čemu je kralj ubijen. O njemu ne postoje drugi povijesni podaci. Pribina je na tron doveo Mihajla Krešimira II.
Spominje se i u prijepisu Povelje kralja Petra Krešimira iz 1067./1068. godine. 